# Rudolf Keszthelyi
Rudolf Keszthelyi (Pécs, Hungría; 29 de marzo de 1935 – 6 de mayo de 2024) fue un gimnasta, entrenador, profesor y dirigente deportivo húngaro.

## Carrera

### Juegos Olímpicos
Participó en ocho eventos en los Juegos Olímpicos de Roma 1960 donde en el evento del combinado individual finalizó en el puesto 49 entre 130 participantes, en el evento de piso terminó en el lugar 22, en la barra horizontal terminó en el lugar 70, en las barras paralelas terminó en el lugar 54, en el caballo terminó en el puesto 69, en los anillos terminó en la posición 43, y en la prueba de salto terminó en el lugar 52. A nivel de equipo finalizó en el puesto 12 entre 20 países.

### Campeonato Mundial
A nivel individual y por equipo participó en el Campeonato Mundial de Gimnasia Artística de 1962 donde en el evento por equipo finalizó en el puesto 12.

### Equipos

#### Gimnasta
| Periodo   | Club                   |
| --------- | ---------------------- |
| 1948-1950 | Pécs EAC               |
| 1952-1953 | Kiskunfélegyházi Vasas |
| 1953-1956 | TF Haladás             |
| 1957-1962 | Budapesti Honvéd       |

#### Entrenador
Entre 1956 y 1957 dirigió al equipo juvenil de Ganz-Mávag, entre 1961 y 1964 dirigió al equipo femenino de las Fuerzas Armadas de Budapest, entre 1962 y 1966 entrenó al equipo de gimnasia XIV. También entrenó a las categorías inferiores masculinas de la Escuela Distrital de Deportes, entre 1968 y 1972; al equipo femenino de Vasas Ikarus y entre 1973 y 1985 al equipo femenino de Postás SE. Entre sus alumnos tuvo a Margit Orosz, que se convirtió en campeona nacional de Hungría.

### Dirigente deportivo
Desde 1968 fue miembro del Comité Organizador de Competiciones de la Federación Húngara de Gimnasia (MOTESZ). En 1983 dirigió el comité organizador del Campeonato Mundial de Gimnasia en Budapest. Entre 1988 y 1990 fue miembro del comité directivo del Consejo de Deportes Estudiantiles de Budapest y, desde 1988, del club XVI. También fue presidente del Comité Distrital de Deportes Estudiantiles. Entre 1988 y 1989 fue miembro del comité de trabajo de la Asociación Deportiva de Estudiantes de Hungría. Desde 1990 fue presidente del comité escolar de MOTESZ.

## Vida personal
En 1957 obtuvo el título de profesor de educación física en la Facultad de Educación Física. De 1960 a 1993 fue profesor de educación física en la escuela secundaria profesional Corvin Mátyás de Budapest. Sus alumnos ganaron varias veces los campeonatos de Budapest y de equipos nacionales de escuelas secundarias. Desde 1992 fue profesor principal de prácticas docentes en la Universidad de Educación Física de Hungría.

## Distinciones
- Digno Trabajador de la Educación Física y el Deporte (1966)
- Excelente empleado de Educación Física y Deportes (1970)
- Por un trabajo excepcional (1981)
- Premio de la Juventud (1984)
- Placa conmemorativa por el desarrollo de la educación física y el deporte estudiantil (1986)
- Medalla de Plata al Mérito Deportivo (1989)

## Logros
- Campeonato de Hungría
  - Individual (1): 1958
  - Equipo (3): 1958, 1959, 1960
  - Barra Horizontal (1): 1957